# Lindsey Gort
Lindsey Gort (Scottsdale, 24 aprile 1984) è un attrice statunitense.

## Biografia

### Carriera
Nata e cresciuta a Scottsdale in Arizona, dopo avere recitato più volte in ambito teatrale ha esordito in ambito cinematografico nel cortometraggio Goodbye Horses.
Nel 2013, poco tempo dopo avere avuto un ruolo minore nel film Cani sciolti di Baltasar Kormákur, è entrata nel cast principale della serie TV The Carrie Diaries nel ruolo principale di Samantha Jones.
Nel 2019 invece entra nel cast come personaggio ricorrente nella prima stagione della serie TV All Rise. L'anno successivo il suo personaggio viene promosso a principale nella seconda stagione, mantenendo il ruolo anche nella terza.
Al contempo ha avuto ruoli di puntata in alcune serie TV tra cui Lucifer, Modern Family e Un milione di piccole cose.

### Vita privata
Nel 2015 si è sposata con Beau Laughlin alla Paramour Mansion di Silver Lake in California. Ha una sorella.

## Filmografia parziale

### Cinema
- Forgotten Pills, regia di David Hefner (2010)
- Cani sciolti (2 Guns), regia di Baltasar Kormákur (2013)

### Televisione
- The Carrie Diaries - serie TV, 13 episodi (2013-2014)
- Vegas - serie TV, episodio 1x13 (2013)
- Baby Daddy - serie TV, 2 episodi (2015)
- Un angelo a Natale ( How Sarah Got Her Wings), regia di Gary ed Edmund Entin - film TV (2015)
- Modern Family - serie TV, episodio 7x21 (2016)
- L'ultimo Tycoon (The Last Tycoon) - serie TV, episodio 1x01 (2016)
- Lucifer - serie TV, 2 episodi (2017)
- Pure Genius - serie TV, episodio 1x12 (2017)
- American Housewife - serie TV, episodio 1x20 (2017)
- S.W.A.T. - serie TV, episodio 1x07 (2017)
- Titans - serie TV, episodi 1x01-1x02 (2018)
- Single Parents - serie TV, episodio 1x08 (2018)
- All Rise - serie TV, 48 episodi (2019-2023)
- A Merry Christmas Match, regia di Jake Helgren - film TV (2019)
- I dolci di Natale (Love is a Piace of Cake), regia di David I. Strasser - film TV (2020)
- Station 19 - serie TV, 4 episodi (2021)
- How I Met Your Father - serie TV, episodio 2x13 (2023)
- Dead Boy Detectives - serie TV, 3 episodi (2024)

### Cortometraggi
- Goodbye Horses, regia di Mario Zermeno (2009)

## Doppiatrici italiane
Nelle versioni in italiano delle opere in cui ha recitato, Lindsey Gort è stata doppiata da:
- Alessia Amendola in The Carrie Diaries, A Merry Christmas Match
- Roberta De Roberto in Un angelo a Natale
- Francesca Manicone in Modern Family
- Lucrezia Marricchi in The Last Tycoon
- Domitilla D'Amico in Lucifer
- Federica De Bortoli in Titans
- Barbara De Bortoli in All Rise
- Veronica Puccio in Station 19
- Gianna Gesualdo ne I dolci di Natale
- Cristiana Esposito in How I Met Your Father
- Sara Ferranti in Dead Boy Detectives